# Eoophyla angustalis
Eoophyla angustalis là một loài bướm đêm trong họ Crambidae.